# 東門站 (臺北市)
25°02′02″N 121°31′44″E / 25.03389°N 121.528851°E
東門站位於台灣台北市中正區、大安區交界處，為台北捷運中和新蘆線（新莊線）與淡水信義線（信義線）交會的捷運車站。本站也是台北捷運4座平行轉乘的車站中運量最低的一座。

## 車站概要
車站位於信義路二段大安區永康里與中正區三愛里、文祥里交界處，金山南路口與永康街路口間。車站編號方面，中和新蘆線為O06，淡水信義線為R07。
值得注意的是，車站名稱並非取自台北府城東門，而是取自該站台灣日治時期的地名「東門町」，在台灣清治時期稱為「東門外」，日治時期成為日本移民居住所在，週邊有東門町市場（現：東門市場）、東門町出張所（現：台北東門郵局）等。
2018年夏季台北捷運於部分車站新增日本語到站廣播，東門站以音讀「 Tōmon」廣播。

## 車站構造
地下四層車站，月台型式採島式疊式月台，為跨月台轉車站，兩個島式月台分別位於地下第二層及第四層兩月台層間上下平行重疊，八個出入口，本站設有全高式月台門。

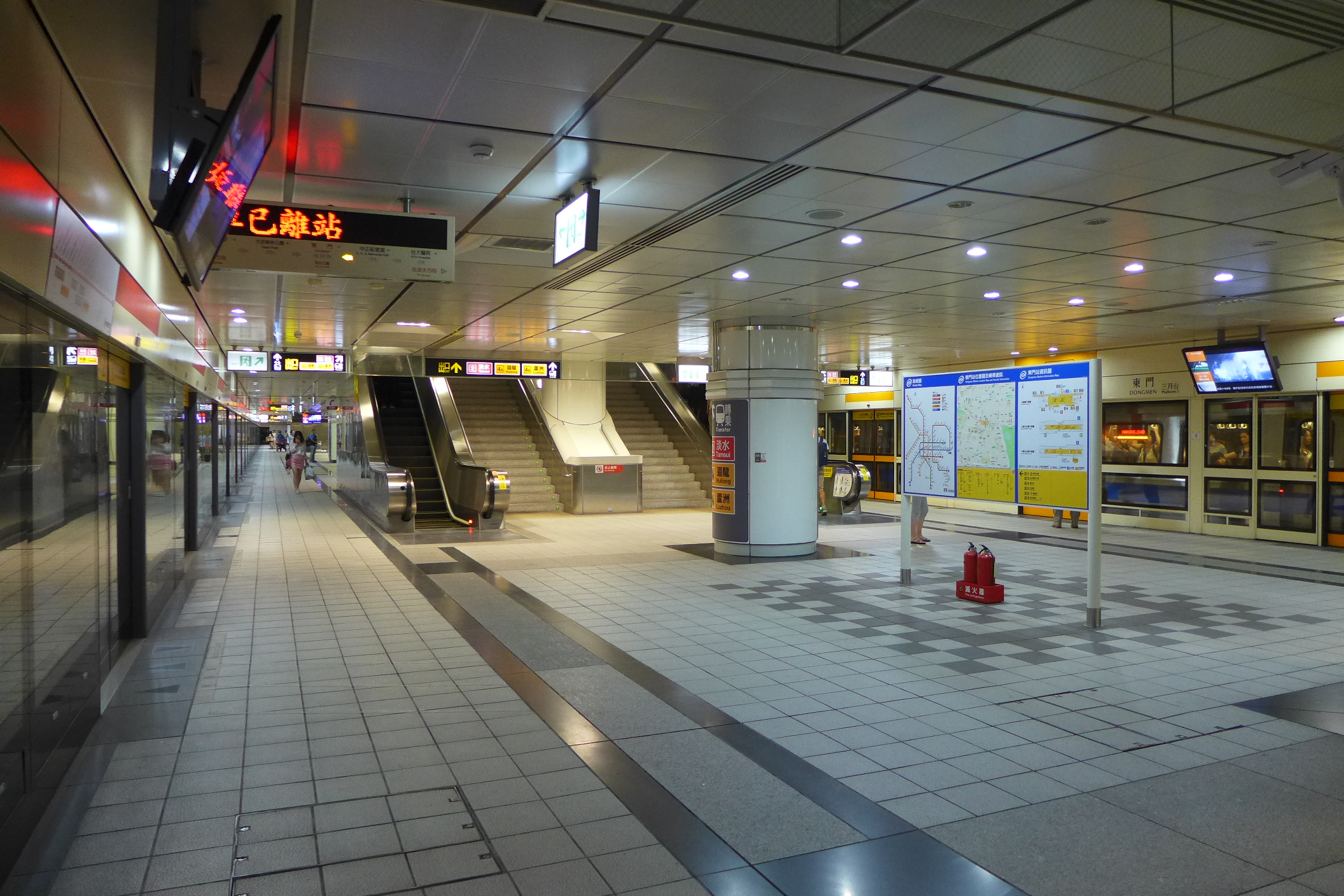
東門站是同月台平行轉乘站，可見同一島式月台兩側的月台門並非同一品牌（2016年8月）

### 車站樓層
| 地面      | 出入口             | 出入口                                            |
| 地下 一樓 | 大廳層             | 車站大廳、詢問處、自動售票機、驗票閘門            |
| 地下 一樓 | 大廳層             | 洗手間（站體南側付費區外）                        |
| 地下 二樓 | 一月台             | 中和新蘆線往迴龍／蘆洲方向（O07 忠孝新生站）→     |
| 地下 二樓 | 島式月台，右側開門 |                                                   |
| 地下 二樓 | 二月台             | ← 淡水信義線往淡水／北投方向（R08 中正紀念堂站）  |
| 地下 四樓 | 三月台             | ← 中和新蘆線往南勢角方向（O05 古亭站）            |
| 地下 四樓 | 島式月台，左側開門 |                                                   |
| 地下 四樓 | 四月台             | 淡水信義線往象山／大安方向（R06 大安森林公園站）→ |

### 車站出口
出口1、3位於車站西端、出口4、8位於車站東端，無障礙電梯位於出口1、8。南邊的通風口與聯合開發大樓共構。
| 出入口                      | 圖片 | 位置                                                                       |
| --------------------------- | ---- | -------------------------------------------------------------------------- |
| 出入口1 · 設有手扶梯        |      | 東門市場（信義路、臨沂街口，單向電扶梯，出站專用）                         |
| 出入口2                     |      | 東門市場（信義路、金山南路口，樓梯）（與金山南路、信義路口地下道相連接。） |
| 出入口3 · 設有手扶梯        |      | 金山南路二段（信義路二段114巷口，本出口設有共構住宅大樓)                   |
| 出入口4                     |      | 麗水街（信義路二段148巷口）                                                |
| 出入口5 · 設有手扶梯        |      | 永康街（麗水街、永康街間）                                                 |
| 出入口6                     |      | 連雲街（信義路、連雲街口）                                                 |
| 出入口7 · 設有電梯          |      | 連雲街（信義路二段181巷口，單向電扶梯，出站專用）                          |
| 出入口8 · 設有電梯          |      | 東門郵局（信義路二段161巷口，東門郵局聯合開發大樓）                        |
| 註： 設有電梯 \| 設有手扶梯 |      |                                                                            |

### 車站月台
本站分為中和新蘆線月台（一、三月台）與淡水信義線月台（二、四月台），雖與古亭站、中正紀念堂站與西門站類似（因上行、下行分別在上、下層），但不同的地方是，本站地下二樓一月台為東北向（中和新蘆線往迴龍、蘆洲），二月台為西向（淡水信義線往台北車站、北投、淡水）；地下四樓三月台為西南向（中和新蘆線往古亭、南勢角），四月台為東向（淡水信義線往大安、台北101/世貿、象山），有別於其他的島疊式車站，單一月台層兩側行車方向相同的情形。
此設計是因為考慮乘客主要流向（例如地下二樓可以同時處理象山往迴龍、蘆洲，以及南勢角往淡水的同層換乘，反之地下三樓亦然）。其他方向之間的換乘，則需要上樓（中正紀念堂往返迴龍、蘆洲）或下樓（南勢角往返象山）。
本站淡水信義線月台使用與中和新蘆線同樣顯示列車位置但設計不同的電子看板。

### 麻花隧道
由於信義、新莊兩捷運線及共同管線通過的緣故，共有五條隧道在本站附近的杭州南路地下以狀似麻花辮的型式縱相交疊。該段工程於2005年9月15日隨著信義線動工而展開，2009年1月17日宣告完成，由於路幅狹窄、穿越大量地面建築，因此成為台灣罕見的高難度隧道興建案例，也是首宗於狹小區域內進行多條隧道近距離交疊的工程。其中最淺者為深達7至8公尺的共同管道，其次為13.4公尺的新莊線上行隧道，最深者為深約25.3公尺的信義線下行隧道。

## 歷史
- 2002年8月5日：新莊線台北市區段開始施工。
- 2010年11月3日：蘆洲線營運區間通車[8]（p. 230），北投機廠為支援該線相關維修，其工程車、鋼軌研磨車及清洗車車輛「通過」東門段，前往忠孝新生以北區間進行作業[9]。
- 2011年3月：月台軌道竣工。
- 2011年4月：列車進入動態測試，站體月台／水電工程施作。
- 2012年6月：穩定性測試開始，採夜間累計測試時數。
- 2012年7月19日：穩定性測試結束，開始進行為期一個月的人員訓練。
- 2012年8月24日～8月25日：22:30起進行初勘。
- 2012年9月14日～9月15日：交通部辦理東門站履勘作業。
- 2012年9月30日：今中和新蘆線月台隨新莊線「忠孝新生—古亭」段通車啟用[8]（p. 230）[9]，正式連接中和線與新莊、蘆洲線為一體，信義線月台不提供載客。
- 2013年10月13日：辦理信義線初勘作業。
- 2013年10月25日：開始信義線系統測試，第2、4月台的運行列車將不會提供載客服務。
- 2013年11月8日：交通部辦理信義線履勘作業。
- 2013年11月24日：今淡水信義線月台隨著信義線「中正紀念堂—象山」段正式通車而啟用[8]（p. 230）[10]。

## 利用狀況
根據2024年12月資料，本站每日旅運量約為55,296，在台北捷運各站中排行第29名。
| 年   | 年間      | 年間      | 年間       | 年間   | 單日平均 | 單日平均 |
| 年   | 上車      | 下車      | 上下車計   | 來源   | 上車     | 上下車   |
| ---- | --------- | --------- | ---------- | ------ | -------- | -------- |
| 2012 | 1,469,730 | 1,512,601 | 2,982,331  | [ 11 ] | 15,804   | 32,068   |
| 2013 | 6,489,875 | 6,738,050 | 13,227,925 | [ 11 ] | 17,780   | 36,241   |
| 2014 | 7,575,703 | 7,814,436 | 15,390,139 | [ 11 ] | 20,755   | 42,165   |
| 2015 | 8,151,319 | 8,357,374 | 16,508,693 | [ 11 ] | 22,332   | 45,229   |
| 2016 | 8,769,779 | 8,956,278 | 17,726,057 | [ 11 ] | 23,961   | 48,432   |
| 2017 | 8,771,719 | 8,984,542 | 17,756,261 | [ 11 ] | 24,032   | 48,647   |
| 2018 | 8,982,454 | 9,187,463 | 18,169,917 | [ 11 ] | 24,609   | 49,781   |

## 公共藝術
本站於垂直動線端的牆面設有公共藝術「璀璨東門‧龍躍永康」。

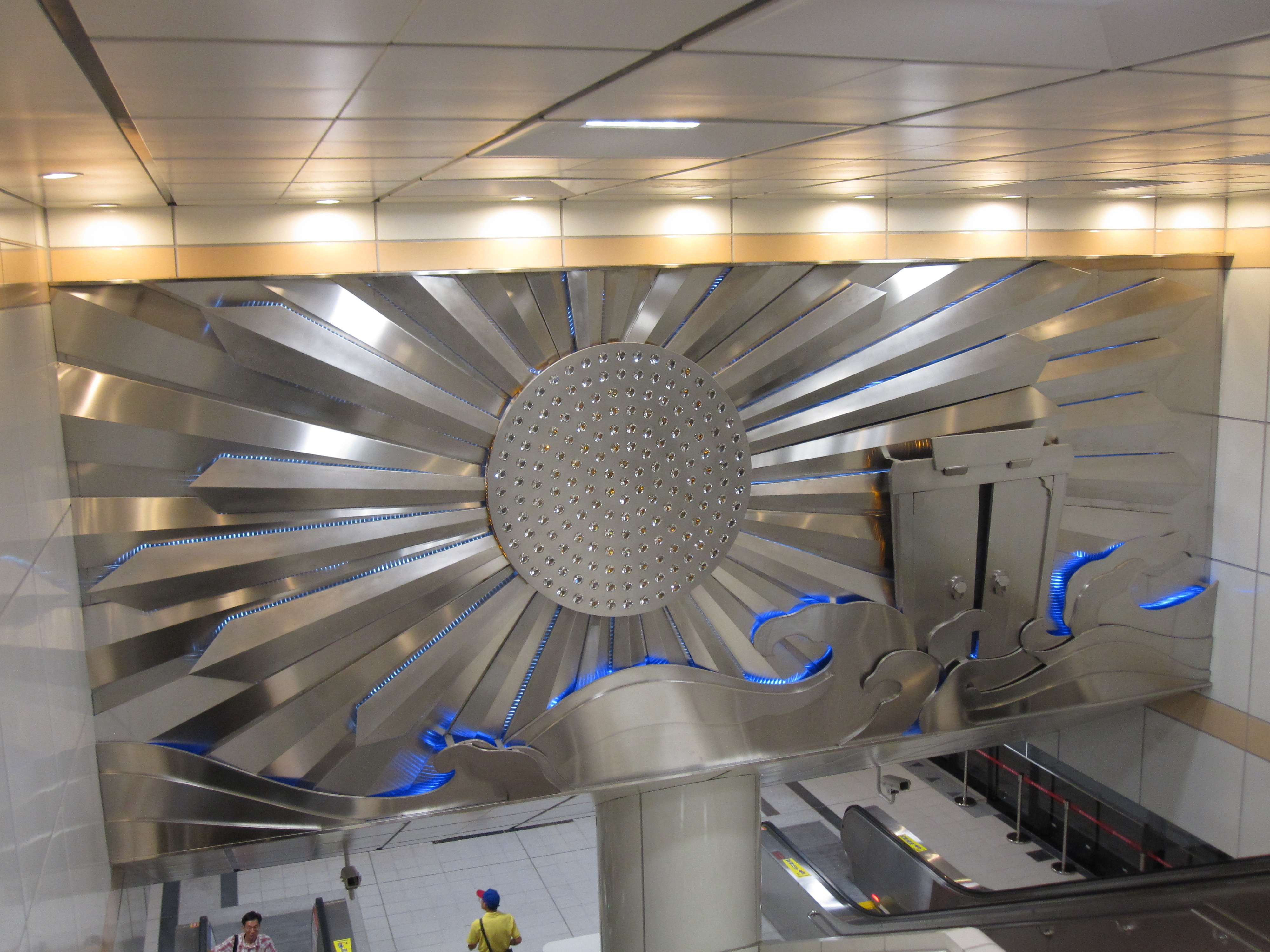
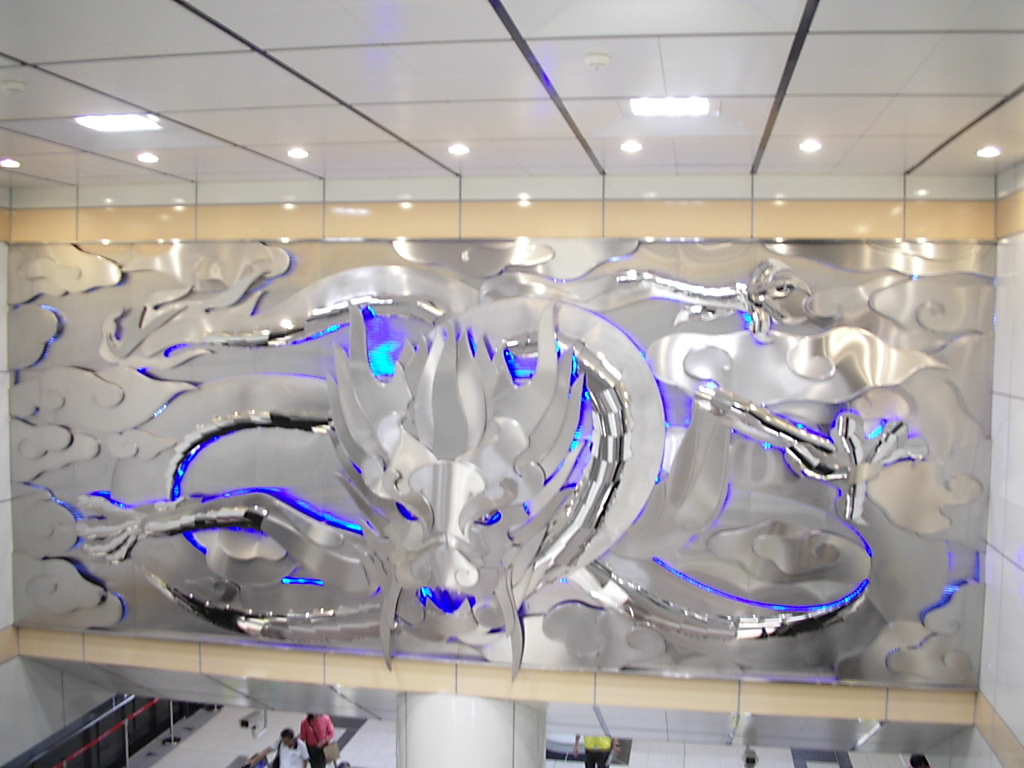

## 公車資訊
站牌名為《捷運東門站（信義）》、《捷運東門站（金山）》、《信義永康街口（捷運東門站）》
| 編號             | 經營業者            | 區間                   | 備註                                                           |
| ---------------- | ------------------- | ---------------------- | -------------------------------------------------------------- |
| 0東              | 大都會客運          | 內湖－台北車站         | 停靠 捷運東門站（信義）、信義永康街口（捷運東門站)站牌         |
| 0南              | 大都會客運          | 萬芳社區－捷運東門站   | 停靠 捷運東門站（金山）、信義永康街口（捷運東門站)站牌         |
| 20               | 大都會客運          | 永春高中－青年公園     | 停靠 捷運東門站（信義）、信義永康街口（捷運東門站)站牌         |
| 22               | 大都會客運          | 吳興街－衡陽路         | 停靠 捷運東門站（信義）、信義永康街口（捷運東門站)站牌         |
| 38               | 大都會客運          | 環南市場－大安國宅     | 停靠 捷運東門站（信義）、信義永康街口（捷運東門站)站牌         |
| 88               | 大有巴士            | 重陽路－台北車站       | 停靠 捷運東門站（信義）、信義永康街口（捷運東門站)站牌         |
| 88區間車         | 大有巴士            | 南港花園社區－台北車站 | 停靠 捷運東門站（信義）、信義永康街口（捷運東門站)站牌         |
| 204              | 首都客運            | 東園－麥帥新城         | 停靠 捷運東門站（信義）、信義永康街口（捷運東門站)站牌         |
| 214              | 中興巴士            | 中和－內湖             | 停靠 捷運東門站（金山）站牌                                    |
| 214直達車        | 中興巴士            | 中和－松山機場         | 停靠 捷運東門站（金山）站牌                                    |
| 237              | 欣欣客運            | 富德－捷運東門站       | 停靠 捷運東門站（金山）站牌                                    |
| 606              | 大都會客運          | 萬芳社區－榮總         | 停靠 捷運東門站（金山）站牌                                    |
| 670              | 欣欣客運            | 華夏科技大學－台北車站 | 停靠 捷運東門站（金山）站牌                                    |
| 671              | 欣欣客運            | 景美女中－台北車站     | 停靠 捷運東門站（金山）站牌                                    |
| 758              | 指南客運            | 五股－麟光             | 停靠 捷運東門站（信義）、信義永康街口（捷運東門站)站牌、原1503 |
| 信義幹線         | 首都客運            | 捷運昆陽站－台北車站   | 停靠 捷運東門站（信義）、信義永康街口（捷運東門站)站牌         |
| 台北觀光巴士紅線 | 三重客運            | 台北車站－台北101      | 停靠 信義永康街口（捷運東門站）站牌                            |
| 內科通勤專車2    | 中興巴士            | 中和－內湖科技園區     | 停靠 捷運東門站（金山）站牌                                    |
| 內科通勤專車3    | 臺北客運 大都會客運 | 駕訓中心－內湖科技園區 | 停靠 捷運東門站（金山）站牌                                    |

## 車站周邊
| | |
| - 永康街商圈 - 永康公園 - 東門市場 - 連雲公園 - 連雲公園 - 信愛公園 - 教廷大使館（舊址） - 明保宮（位於本站與古亭站間） - 中華郵政 - 明保宮（位於本站與中正紀念堂站間） | - 臺北市公共自行車租賃系統 - 捷運東門站(3號出口) - 捷運東門站(4號出口) - 捷運東門站(5號出口) - 捷運東門站(6號出口) - 捷運東門站(7號出口) - 捷運東門站(8號出口) - 金華國小 - 金甌女中 - 花旗銀行中正分行 - 安泰商業銀行 - 中華電信國際分公司 - 中華電信行動通信分公司 - 中華民國交通部 - 中華民國國家通訊傳播委員會 |

## 腳註

### 來源資料
1. 1 2  . 臺北大眾捷運股份有限公司. 2021-01-15.
2. ↑  .   [2014-08-09]. （原始内容存档于2013-11-13）.
3. ↑  . 2017年12月  [2011-12-16]. （原始内容存档于2013-11-13）.
4. ↑  《捷運大地工程困難案例》，方永壽、朱旭主編，地工技術研究發展基金會2009年2月出版
5. ↑  . 捷運報導第208期. 2005-06-05  [2010-06-18]. （原始内容存档于2010-06-15）.
6. 1 2 3  . 捷運報導第254期. 2009-04-01  [2011-01-03]. （原始内容存档于2010-12-11） （中文）.
7. ↑  陳建宏、崔澎生、鄭世一.  (PDF). 《捷運技術》 (臺北市政府捷運工程局). 2010-02-23, (42期)  [2016-01-10]. ISSN 1812-2906. （原始内容 (PDF)存档于2016-03-04） （中文）.
8. 1 2 3  徐榮崇. . 臺北市文獻委員會. 2015年12月  [2020-01-05]. ISBN 9789860469875. （原始内容存档于2020-12-07）.
9. 1 2  . 捷運報導第282期. 2011-08-01  [2011-08-11]. （原始内容存档于2012-04-15）.
10. ↑  柯妙貞.  (PDF). 《捷運技術》 (臺北市政府捷運工程局). 2015-08-23, (50期)  [2016-01-10]. ISSN 1812-2906. （原始内容存档 (PDF)于2016-08-22） （中文）.
11. ↑  臺北捷運公司. . 2019-02-26  [2019-08-10]. （原始内容存档于2020-11-28）. 臺北市統計資料庫查詢系統
12. ↑  . 臺北市政府捷運工程局.   [2023-11-27].[]

## 外部連結
- 臺北大眾捷運股份有限公司 （页面存档备份，存于）
- 臺北市政府捷運工程局 （页面存档备份，存于）
- 東門站位置圖（台北捷運公司） （页面存档备份，存于）
- 東門站車站剖面相關位置圖（台北捷運公司） （页面存档备份，存于）
- 販賣店現況 （页面存档备份，存于）